# بيب فلك
بيب فلك (بالإنجليزية: Bibb Falk)‏ هو لاعب كرة قاعدة أمريكي، ولد في 27 يناير 1899 في أوستن في الولايات المتحدة، وتوفي بنفس المكان في 8 يونيو 1989.

## وصلات خارجية
- بيب فلك على موقعبيزبول رفرنس.كوم (الدوري الرئيسي) (الإنجليزية)